# Claus Guth
Pour les articles homonymes, voir Guth.
Claus Guth, né en 1964 à Francfort, est un metteur en scène allemand, spécialisé dans l'opéra. Il a réalisé les mises en scène de nombreuses œuvres célèbres de Haendel à Richard Strauss, dans les plus grandes maisons d'opéra et la plupart des festivals importants.

## Biographie et carrière
A l’Université Ludwig-Maximilians de Munich, Claus Guth étudie la philosophie, la littérature germanique et le théâtre. C'est avec Cornel Franz à la Hochschule für Musik und Theater München, qu'il suit des cours de mise en scène.
Après quelques réalisations à Munich, Mannheim et Hambourg, Claus Guth acquiert une notoriété internationale lorsqu'il met en scène la création mondiale du nouvel opéra de Luciano Berio, Cronaca del Luogo, en 1999 au Festival de Salzbourg, une œuvre conçue spécialement pour la salle du Felsenreitschule.
Le festival autrichien l'accueille ensuite pour Iphigénie en Tauride, Zaïde et la trilogie Mozart/Da Ponte. Les Noces de Figaro sont mises en scène en 2006 puis reprises après révision en 2011. Son Don Giovanni mis en scène en 2008, considéré comme « provocant », mais « mis en scène avec génie... Le Don Giovanni sombre, sarcastique et implacable de Guth est d'une intelligence aiguë » par Renaud Machart dans son article du Monde. Cette mise en scène, qui avait donné lieu à la sortie d'un DVD en 2008, est reprise par l'Opéra de Paris pour la rentrée de sa saison 2023-2024. Le troisième opus de la trilogie de Mozart, Cosi Fan Tutte, est mis en scène en 2009, puis repris et remanié en 2011 avec sortie d'un DVD. En 2014, Claus Guth modifie en profondeur cette mise en scène pour quelques représentations à la Scala de Milan. Il revient en 2015 avec l'unique opéra de Beethoven, Fidelio, dont il sortira un DVD.
Il est aussi invité par le Festival de Bayreuth, pour lequel il met en scène Le Vaisseau fantôme en 2003.
A l'Opéra de Hambourg, en 2008, il met en scène à nouveau Richard Wagner, dans la tétralogie du Ring, reprise par la suite dans son intégralité en 2018 dans cette même salle. 
Fait inhabituel, voire unique, il se lance en 2009 dans la mise en scène d'un oratorio, en l'occurrence Le Messie de Haendel au Theater an der Wien, sous la baguette de Jean-Christophe Spinosi. 
Il se produit également très régulièrement à l’Opéra de Zurich, avec notamment la mise en scène du rare opéra de Schubert, Fierrabras en 2005, reprise au Théâtre du Châtelet en 2006 avec Michael Volle et Jonas Kaufmann. Toujours à Zurich, Claus Guth met en scène Radamisto en 2004, sous la direction de William Christie, Tristan et Isolde en 2010, reprise en 2017 au Teatro Regio de Turin, Parsifal , créé en 2011 à Barcelone, au Liceu et à Zurich, puis reprise en 2018 à Zurich avec Nina Stemme, Ariadne auf Naxos en 2012.
En décembre 2012, Claus Guth fait à nouveau l'événement, en ouvrant la saison de la Scala par Lohengrin avec « une relecture percutante de l’ouvrage » où « le metteur en scène allemand, adepte d’un Regietheater éclairé, jamais caricatural, reformule la proposition de Wagner », comme le souligne l'article du Temps, comme celui de L'avant-scène Opéra, qui analyse l'interprète principal de cette mise en scène : « l’approche de Jonas Kaufmann paraît si moderne, si dramatiquement percutante, si musicalement raffinée ».
Stéphane Lissner, directeur de la Scala de Milan à l'époque de ce Lohengrin, invite Claus Guth à l'Opéra de Paris dont il prend la tête en 2014. Claus Guth met alors en scène successivement Rigoletto en  2016, production qui a connu de nombreuses reprises, Lohengrin en 2017, avec la reprise de son succès de la Scala de Milan,, La Bohème en 2017 avec la fameuse mise en scène qui transpose le drame de Puccini dans l'espace, Jephtha en  2018, Bérénice en 2018.
Au Royal Opéra House, Claus Guth met en scène Die Frau Ohne Schatten en 2014, en coproduction avec la Scala de Milan, puis Jenufa en 2021 avec Asmik Grigorian et Karita Mattila.
Claus Guth s'implique souvent dans la musique contemporaine, mettant en scène de nombreuses créations parmi lesquelles on peut citer Celan de Peter Ruzicka, SehnSuchtMeer, de Helmut Oehring (en)  à partir de Richard Wagner, Aschemond oder The Fairy Queen, composition de Helmut Oehring (en) sur l'œuvre d'Henry Purcell, Violetter Schnee de Beat Furrer, Lazarus de Charles Ives à partir de Franz Schubert  et Heart Chamber de Chaya Czernowin (en).
Parmi les plus récentes mises en scène de Claus Guth, figure également une Salomé à Moscou en 2021. 
A l'Opéra de Francfort, Claus Guth met en scène successivement Dialogues des carmélites, La Veuve joyeuse, Daphné et Elektra.  Sa mise en scène de Rodelinda est créée en 2018 au Teatro Real de Madrid avant d'être reprise à l'Opéra de Lyon à l'Opéra d'Amsterdam, puis, en 2024, à celui de Francfort,
Il faut également citer L’Affaire Makropoulos à Berlin, Il Viaggio, Dante à Aix-en-Provence, une création de Pascal Duspapin reprise à l'Opéra de Paris en 2025, Don Carlo à Naples et Bluthaus (Georg Friedrich Haas) à Munich et Lyon, Saul à Fribourg et Semele à Munich pour l'ouverture du festival de l'été 2023,.
La reprise à l'Opéra de Paris, pour l'ouverture de la saison 2023, de sa mise en scène de Don Giovanni créée à Salzbourg en 2008, est saluée par la critique,. Au même moment, il est à New York pour la première fois, où il met en scène le "Doppelganger (Schwanengesang)" de Franz Schubert, interprété par Jonas Kaufmann, au Park Avenue Armory, qui donnera lieu à un DVD annoncé pour Septembre 2025 par Sony.
Il met également en scène l'opéra de Richard Strauss, Die Liebe der Danae, en février 2025 à l'Opéra de Munich et sa scénographie est saluée. 